# Waldkraiburg
Waldkraiburg este un oraș din districtul  Mühldorf am Inn, regiunea administrativă Bavaria Superioară, landul Bavaria, Germania. 

## Descriere
Inițial așezarea a fost stație de cale ferată pentru localitatea Kraiburg am Inn aflată la o distanță de circa 3 km. Din 1938 au fost construite fabrici de muniție în care au lucrat până la 2500 de oameni, majoritatea prin muncă forțată. În fabricile părăsite și parțial distruse după cel de-al doilea război mondial sau așezat refugiați germani din Europa de Est, inițial din regiunea sudetă, apoi, din anii 1960-1970, din Transilvania și Banat. Orașul este azi cu 24.037 locuitori (31 decmbrie 2008) cel mai mare oraș din district.
Aici a crescut cantautorul Peter Maffay, născut în Brașov. Tot aici s-a stabilit Willi Schneider, născut la Mediaș, renumit pilot de Skeleton, fost antrenor al echipei naționale canadiene la această disciplină olimpică.
În anul 1972, în prezența a 340 de refugiați șvabi din Variaș, a fost întemeiată aici Asociația Șvabilor din Variaș.